# Ceratobia oxymora
Ceratobia oxymora är en fjärilsart som beskrevs av Edward Meyrick 1919. Ceratobia oxymora ingår i släktet Ceratobia och familjen äkta malar.
Artens utbredningsområde är Peru. Inga underarter finns listade i Catalogue of Life.